# Strunino
Strunino (russisch Струнино) ist eine Stadt in der Oblast Wladimir (Russland) mit 14.369 Einwohnern (Stand 14. Oktober 2010).

## Geografie
Die Stadt liegt am östlichen Ende des Moskauer Höhenrückens etwa 130 km nordwestlich der Oblasthauptstadt Wladimir an der Pitschkura, einem Quellfluss der Scherna im Flusssystem der Wolga.
Strunino gehört zum Rajon Alexandrow und ist faktisch Satellitenstadt des wenige Kilometer östlich gelegenen Rajonverwaltungszentrums.

## Geschichte
Das Dorf Strunino wurde erstmals 1492 urkundlich erwähnt. Der Name ist wahrscheinlich vom Familiennamen Strunin abgeleitet, welcher wiederum auf einen Fjodor Struna Suchorin aus Pereslawl zurückgeht.
Entstand im Zusammenhang mit der Errichtung einer Textilfabrik eine Arbeitersiedlung, welche 1938 das Stadtrecht erhielt.

### Bevölkerungsentwicklung
| Jahr | Einwohner |
| ---- | --------- |
| 1939 | 15.056    |
| 1959 | 18.982    |
| 1970 | 20.627    |
| 1979 | 19.658    |
| 1989 | 18.658    |
| 2002 | 16.056    |
| 2010 | 14.369    |

Anmerkung: Volkszählungsdaten

## Kultur und Sehenswürdigkeiten

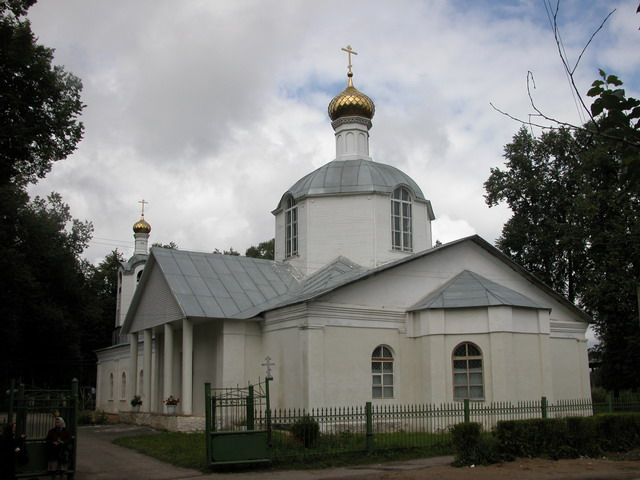
Christi-Verklärungs-Kirche

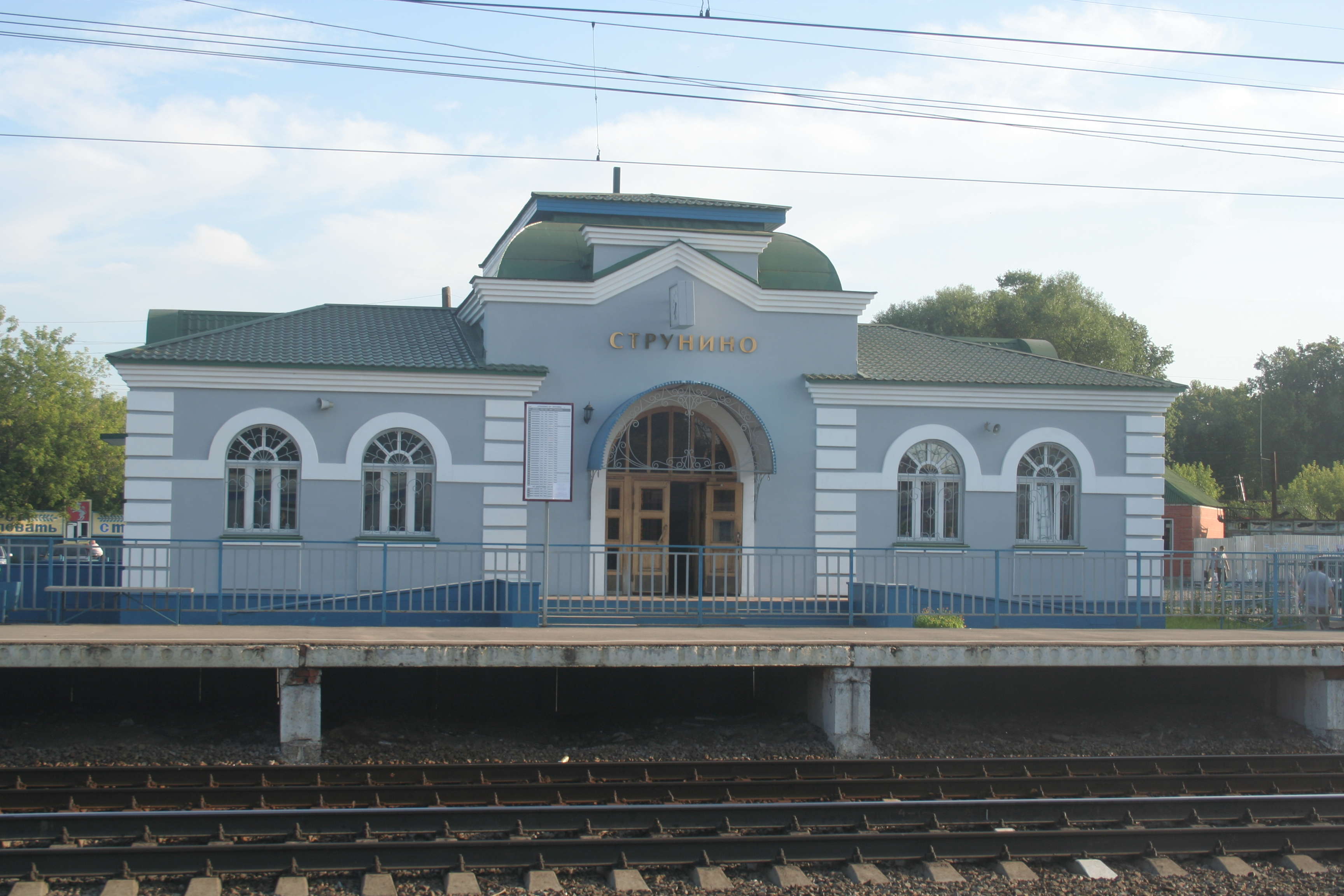
Bahnhof Strunino

In Strunino steht die kleine Christi-Verklärungs-Kirche (церковь Преображения Господня/zerkow Preobraschenija Gospodnja) von 1893 bis 1898. Zur Sowjetzeit wurde sie als Haus der Pioniere genutzt, aber in den 1990er Jahren renoviert und wieder zur Kirche geweiht.

## Wirtschaft und Infrastruktur
Wichtigste Unternehmen der Stadt sind das Werk für Baumwollstoffe und -bekleidung Struninskaja manufaktura sowie ein Werk für Kartonverpackungen eines russisch-irischen Joint Ventures.
Die Stadt liegt an der 1870 eröffneten Eisenbahnstrecke Moskau–Jaroslawl, heute Teil der Stammstrecke der Transsibirischen Eisenbahn (Streckenkilometer 105), von welcher hier der Nordostabschnitt des Großen Moskauer Eisenbahnringes in Richtung Orechowo-Sujewo abzweigt.
Die Straße R75, welche die Fernstraße M7 (westlich Wladimir) über Koltschugino und Alexandrow mit der M8 nördlich Sergijew Possad verbindet, führt nördlich an Strunino vorbei.

## Söhne und Töchter der Stadt
- Pawel Kusnezow (* 1961), Gewichtheber